# Sanctuaire Otonashi

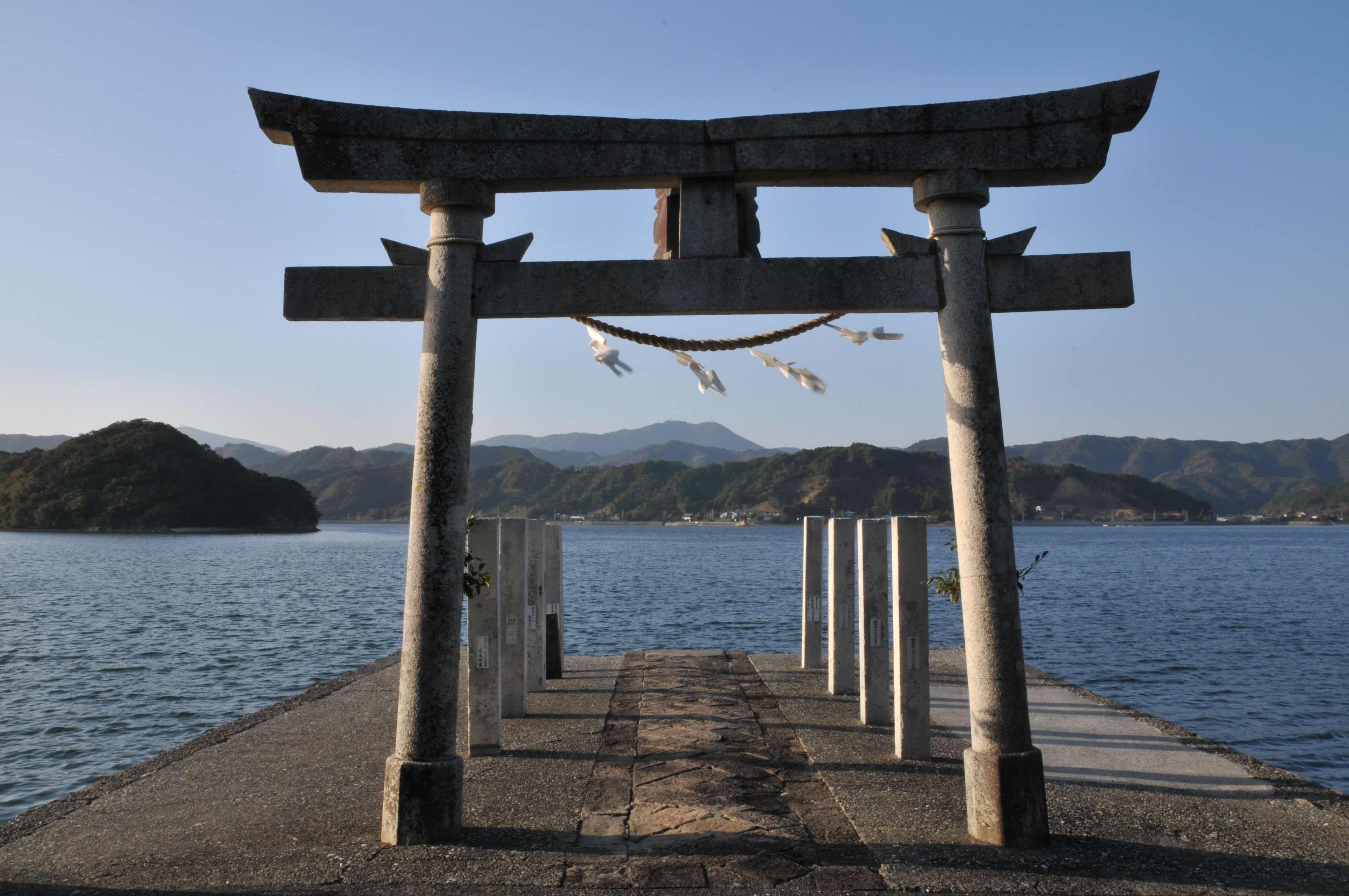
Vue du chemin menant au sanctuaire

Le sanctuaire Otonashi (鳴無神社, Otonashi jinja) se situe dans la préfecture de Kōchi dans la ville de Susaki. Le sanctuaire principal, le sanctuaire à offrande et le sanctuaire à prière sont désignés comme bien culturel important. Le chemin menant au sanctuaire fait face à la mer. Le sanctuaire est aussi appelé « Tosa no Miyajima » （土佐の宮島、とさのみやじま）.

## Aperçu
Selon l’historique du sanctuaire, il y eut une dispute entre Hitokotonushinomikoto（一言主命、ひとことぬしのみこと） et l’Empereur Yûryaku（雄略天皇、ゆうりゃくてんのう） sur les hauteurs de la montagne Katsuragiyama（葛城山、かつらぎやま）qui entraîna Hitokotonushinomikoto à s’enfuir par bateau. Il est dit que l’Empereur Yûryaku est arrivé sur cette terre durant sa quatrième année de règne pendant le nouvel an et que le sanctuaire a commencé à être édifié à ce moment. En réalité, la construction aurait débuté en 1251 durant l’ère Kamakura.
Hitonokotonushinomikoto est aussi la divinité du sanctuaire Tosa. Le sanctuaire Tosa est différent de l’actuel sanctuaire.
Au début de la période Edo, les pavillons du sanctuaire ont été édifiés et l’enceinte a été aménagée sous Yamauchi Tadayoshi (山内忠義、やまうちただよし), deuxième seigneur du clan Tosa.

## Bien culturel
Bien culturel important (désigné par le pays)

### Sanctuaire principal
Le sanctuaire principal est construit dans un style traditionnel dit de « sankensha kasugazukuri » (三間社、かすがづくり) et en bardeau. Tout cela a été édifié sous Yamauchi Tadayoshi (山内忠義、やまうちただよし), deuxième seigneur du clan Tosa en 1663. Les piliers ont été peints en vermillon, des chaînes de pièces et des dougong (élément architectural spécifique au monde chinois, basé sur un emboîtement de support en bois) ont été installés. Le plafond a été peint par Murakami Ryûmin (村上龍円、むらかみりゅうえん) et représente la danse de l'ange. Cette peinture a été désignée bien culturel important le 31 mars 1953.

### Sanctuaire à offrande et sanctuaire à prière
Le sanctuaire à offrande et le sanctuaire à prière sont regroupés en un seul sanctuaire. La partie arrière du sanctuaire à prière a son hirairi (平入り、ひらいり) relié au tsumairi (妻入り、つまいり) du sanctuaire à offrande et la surface plane est présentée dans la forme T. Le sanctuaire à offrande est constitué de trois ken dans la longueur de la poutre (桁行三間、けたゆきさんけん), de trois ken dans la longueur de la solive (梁間三間、はりまさんけん), le toit est en bardeau et l’arrière du toit qui est à pignon, est relié à la face avant du sanctuaire à prière. Le sanctuaire à prière est composé de trois ken dans la longueur de la poutre (桁行三間、けたゆきさんけん), de deux ken dans la longueur de la solive (梁間三間、はりまさんけん), d’un toit à pignon, d’un bardeau, le toit avant est fait de gable chinois. C’est une structure modeste, ouverte de tous les côtés. Le sanctuaire principal a été construit à la même époque. Cette structure a été désignée bien culturel important le 31 mars 1953. À cause de la vétusté, les deux faîtes ont été restaurées de 1956 à 1957.

## Festivals annuel

### Festival Shinane
Le festival Shinane est un festival d’été qui a généralement lieu toutes les années du 24 au 25 août. Le 24 août est l’avant festival, qui se déroule dans la soirée. L’apogée du festival est les 3 bateaux de pêche qui transportent le palanquin divin (神輿、みこし), puis la vingtaine de bateaux de pêche transportant de grands drapeaux. Les bateaux se promènent ensuite sur la mer.

### Festival d’automne
Le festival d’automne prend place le 23 août de l’ancien calendrier. Durant ce festival, on fait une offrande en dansant le kôdori (神踊、こおどり) qui a été désigné bien culturel folklorique par la préfecture de Kôchi.